# Bernhard Düwell
Bernhard Düwell (* 29. April 1891 in Bochum; † 1. Juli 1944 in Bandung, Indonesien) war ein deutscher Politiker.

## Ausbildung und Beruf
Nach dem Besuch der Oberrealschule in Essen, Dortmund und Berlin ging Düwell ohne Abitur ab. Er machte anschließend eine kaufmännische Lehre in Berlin. Zwischen 1911 und 1913 studierte er an der Handelshochschule Berlin Nationalökonomie und war von 1910 bis 1918 als freier Schriftsteller und Journalist tätig. Während des Ersten Weltkrieges war er als Buchhalter bei der Reichshauptbank hilfsdienstverpflichtet. Neben seiner politischen Tätigkeit war Düwell 1919 als Redakteur der USPD-Zeitung Volksbote in Zeitz, kurze Zeit später als Redakteur des parteieigenen Nachrichtendienstes und außerdem für einige Zeit (1920) bei der Zeitung des linken Parteiflügels Die Internationale tätig. Seit 1922 war Düwell Redakteur der Monatsschrift Bücher des Tages und wurde 1931 Chefredakteur des Sächsischen Volksblattes in Zwickau. Daneben war er Mitarbeiter der Marxistischen Tribüne. 
1934 flüchtete er aus Deutschland nach den Niederlanden, von dort wanderte er nach Batavia/Indonesien aus. 1940 wurde er als Deutscher durch holländische Behörden im Gefangenenlager Sumatra interniert, nach fünf Monaten entlassen. Nach der Besetzung durch japanischen Truppen wurde er erneut verfolgt und verhaftet. 1943 wurde er in das japanische Internierungslager Tjimchi 6/Bandung auf Java überführt, wo er 1944 starb.

## Politischer Werdegang
Düwell war von 1908 bis 1911 Leiter der sozialdemokratischen Jugendorganisation in der Stadt Lichtenberg bei Berlin, wo sein Vater Wilhelm Düwell (1866–1936), ein Dreher aus dem Ruhrgebiet und seit 1905 als Redakteur des Vorwärts in Berlin, von 1907 bis 1913 Stadtverordneter der SPD war. Zur Reichstagswahl 1912, bei der die Sozialdemokraten starke Gewinne erzielten, kandidierte Wilhelm Düwell im ersten Wahlkreis von Berlin, zu dem das Berliner Schloss und das Ministerviertel gehörten, und kam als Außenseiter in die Stichwahl gegen den renommierten fortschrittlichen Abgeordneten Johannes Kaempf, der den Wahlkreis äußerst knapp mit nur 9 Stimmen Vorsprung gegen Düwell behaupten konnte. Wie schon 1907 und 1903 war der Wahlkreis Berlin I der einzige Berliner Wahlkreis, der nicht an die SPD fiel. Bernhard war im Wahlkampf für seinen Vater aktiv.
Bernhard Düwell schloss sich wie sein Vater 1917 der USPD an. In der Zeit der Novemberrevolution war Düwell 1918/1919 Vorsitzender des Arbeiter- und Soldatenrates in Zeitz und Kommissar für den Regierungsbezirk Merseburg. Im Dezember 1918 nahm er am 1. Reichsrätekongress teil. Er wurde für die USPD 1919 in die Weimarer Nationalversammlung und 1920–1924 in den Reichstag gewählt. Innerhalb der USPD gehörte er zum linken Flügel, welcher sich Ende 1920 mit der KPD zusammenschloss, der auch Düwells Vater, der mittlerweile als Redakteur der Volkszeitung in Hamburg arbeitete, schon seit 1919 angehörte. Die KPD verließ Düwell allerdings nach einigen Monaten infolge seiner Kritik an der Märzaktion wieder. Anschließend gehörte er zunächst der Kommunistischen Arbeitsgemeinschaft um Paul Levi an und schloss sich im Frühjahr 1922 mit dieser Gruppierung wieder der USPD an. Mit der übergroßen Mehrheit der USPD-Mitglieder kehrte er im Herbst 1922 zur SPD zurück.
Innerhalb der Weimarer SPD gehörte Düwell zum linken Flügel und war gemeinsam mit Max Seydewitz Redakteur des Sächsischen Volksblattes in Zwickau. Bei den innerparteilichen Auseinandersetzungen 1931, welche zum Ausschluss beziehungsweise Austritt eines Teils der Parteilinken und zur Gründung der SAPD führten, bezog Düwell in der von ihm verfassten Broschüre Einheit der Aktion und Parteidisziplin – einer Antwort auf einen Debattenbeitrag von Anna Siemsen – gegen eine Spaltung und für die Bewahrung der Einheit der Partei Position.

## Werke
- Rund und den Youngplan: Reparationsproblem und Proletariat. E. Laub, Berlin 1930
- Gewerkschaften und Nationalsozialismus. E. Laub, Berlin 1931
- Einheit der Aktion und Parteidisziplin. E. Laub, Berlin 1931 (Text als PDF-Datei, 21 Seiten; 2,2 MB)